# Базилович, Иоанникий

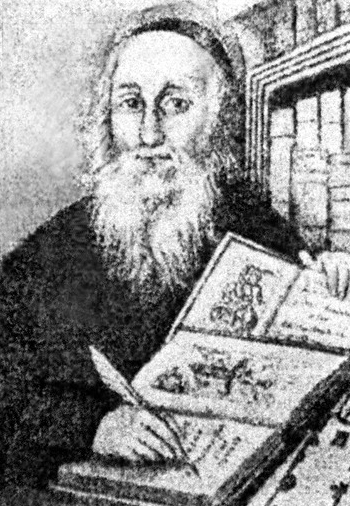

Протоигумен Иоанникий Базилович (1742, село Гливище — 1821, Ужгород) — униатский игумен, церковный историк, один из первых историков Закарпатской Руси.

## Биография
Родился в селе Гливище Ужанского комитата (сейчас Восточная Словакия). Образование получил в Ужгороде и Кошице.
На протяжении 38 лет был протоигуменом Мукачевского Свято-Николаевского монастыря. Упорядочивая фонды монастырской библиотеки и епархиального архива, собрал богатый материал, ставший ключевой основой написания нескольких работ по истории Закарпатья. Лучшей среди них, и первой известной на сегодня книгой закарпатского автора является «Краткий очерк фундации Фёдора Корятовича» (лат. Brevis notitia fundationis Theodori Koriatovics), написанный на латыни и изданный в двух книгах в Кошице, первая — в 1799 и вторая — в 1804—1805 годах. Труд Базиловича — памятник западнорусской культуры вообще и исторической науки в частности, она положила начало изучению истории и духовной жизни Закарпатья местными историками-краеведами.
Умер в 1821 году в Ужгороде, похоронен в Мукачевском монастыре.

## Краткий очерк фундации Фёдора Корятовича
Книга подготовлена с целью обосновать право собственности Мукачевского монастыря на подаренные ему князем Федором Корятовичем конце XIV — начале XV века земельные владения, для защиты их от посягательств католического клира Венгрии. Базилович доказывал, что монастырь владеет землями на основании древних грамот и привилегий, что православное духовенство приняло церковную унию на условиях равноправия православной и католической церквей, что русины являются автохтонным населением, с древнейших времён живущие на территории современного Закарпатья. Основное содержание книги, история литовско-русского рода Корятовичей, деятельность его представителя Фёдора на Закарпатье в середине XIV — начале XV веков и история Мукачевского монастыря и одноимённой епархии до 1798 года, представленный в тесной связи со светской историей края. Научная ценность труда прежде всего в том, что автор привёл важные источники — десятки грамот, привилегий и рескриптов венгерских королей, папские буллы, различные распоряжения мукачевских епископов т.д. и один из первых в историографии поднял вопрос этногенеза славян и автохтонности русинов Закарпатья.